# Dental
In der Phonetik beschreibt dental den Artikulationsort eines Lautes. Ein dentaler Laut (deutsch auch Zahnlaut) wird mit den Zähnen, den Dentes, gebildet und wird auch apiko-dental (v. lat. apex „die (Zungen-)Spitze“) genannt. Im Internationalen Phonetischen Alphabet werden dentale Laute durch ein untergesetztes Brückensymbol (◌̪, Unicode COMBINING BRIDGE BELOW U+032A) gekennzeichnet. Wird zusätzlich zu den Zähnen auch noch die Lippe für die Artikulation eines Lautes genutzt, so spricht man von einem Labiodental.
Apiko-dental (Zungenspitze an Zahn) sind die stimmhafte und die stimmlose Variante des englischen „th“-Lautes, labiodental (Zahn an Lippe) die Laute der deutschen Buchstaben „f“ und „w“ „(v)“.
Daneben gibt es lamino-dentale Laute, bei denen die Zunge mit der Gaumenseite der oberen Zähne in Kontakt tritt. Es handelt sich dabei um Varianten der Laute [⁠t⁠], [⁠d⁠], [⁠s⁠] und [⁠z⁠].

Artikulation eines Dentals

Sagittalebene der menschlichen Mundhöhle, Oropharynx und Laryngopharynx. Artikulationsorte (aktiv und passiv): 1 exolabial (äußerer Teil der Lippe), 2 endolabial (innerer Teil der Lippe), 3 dental (Zähne), 4 alveolar (vorderer Teil des Zahndamms), 5 postalveolar (hinterer Teil des Zahndamms und ein wenig dahinter), 6 präpalatal (vorderer Teil des harten Gaumens), 7 palatal (harter Gaumen), 8 velar (weicher Gaumen), 9 uvular (auch postvelar; Gaumenzäpfchen), 10 pharyngal (Rachen), 11 glottal (auch laryngal; Stimmbänder), 12 epiglottal (Kehldeckel), 13 radikal (Zungenwurzel), 14 posterodorsal (hinterer Teil der Zunge), 15 anterodorsal (vorderer Teil der Zunge), 16 laminal (Zungenblatt), 17 apikal (Zungenspitze), 18 sublaminal (auch subapical; Unterseite der Zunge)

| IPA | Beschreibung                                 | Beispiel                                  |
| --- | -------------------------------------------- | ----------------------------------------- |
| n̪   | stimmhafter alveolarer Nasal                 | russisch банк [ban̪k] „Bank“               |
| t̪   | stimmloser dentaler Plosiv                   | finnisch tutti [t̪ut̪t̪i] „Schnuller“        |
| d̪   | stimmhafter dentaler Plosiv                  | arabisch دين [d̪iːn] „Religion“            |
| s̪   | stimmloser dentaler sibilanter Frikativ      | polnisch kosa [kɔs̪a] „Sense“              |
| z̪   | stimmhafter dentaler sibilanter Frikativ     | polnisch koza [kɔz̪a] „Ziege“              |
| θ   | stimmloser dentaler Frikativ                 | englisch thing [θɪŋ] „Ding“               |
| ð   | stimmhafter dentaler Frikativ                | englisch this [ðɪs] „dies“                |
| ð̞   | stimmhafter dentaler Frikativ                | spanisch codo [koð̞o] „Ellbogen“           |
| l̪   | stimmhafter lateraler alveolarer Approximant | spanisch alto [al̪t̪o] „hoch“               |
| ɾ̪   | stimmhafter alveolarer Tap                   | spanisch harto [aɾ̪t̪o] „satt“              |
| r̪   | stimmhafter alveolarer Vibrant               | ungarisch ró [r̪oː] „schnitzen“            |
| t̪ʼ  | dentaler Ejektiv                             |                                           |
| ɗ̪   | stimmhafter dentaler Implosiv                |                                           |
| ǀ   | dentaler Klick                               | Xhosa ukúcola [uk'uʇola] „fein schleifen“ |